# Schaatsen op de Aziatische Winterspelen 2011
Schaatsen was een onderdeel van de Aziatische Winterspelen 2011 in Kazachstan op de nieuwe schaatsbaan Indoor Speed Skating Stadium in Astana. De wedstrijden werden gehouden tussen 31 januari en 6 februari 2011.
Er stonden twaalf onderdelen op de agenda staan. Voor de mannen de 500, 1500, 5000 en 10.000 meter, de ploegenachtervolging en een massastart over 35 ronden. Voor de vrouwen waren het de 500, 1500, 3000 en 5000 meter, de ploegenachtervolging en een massastart over 25 ronden.

## Medailles
| Rang | Land       | Goud | Zilver | Brons | Totaal |
| ---- | ---------- | ---- | ------ | ----- | ------ |
| 1    | Zuid-Korea | 5    | 6      | 3     | 14     |
| 2    | Japan      | 4    | 2      | 6     | 12     |
| 3    | China      | 2    | 2      | 1     | 5      |
| 4    | Kazachstan | 1    | 2      | 2     | 5      |

## Mannen

### 500 meter
| Plaats | Atleet              | Land       | Race 1 | Rang | Race 2 | Rang | Totaal | Achterstand |
| ------ | ------------------- | ---------- | ------ | ---- | ------ | ---- | ------ | ----------- |
| Goud   | Joji Kato           | Japan      | 35,02  | 1    | 34,98  | 1    | 70.00  |             |
| Zilver | Lee Kang-seok       | Zuid-Korea | 35,29  | 3    | 35,06  | 2    | 70.35  | +0.35       |
| Brons  | Keiichiro Nagashima | Japan      | 35,15  | 2    | 35,27  | 3    | 70.42  | +0.42       |
| 4      | Zhang Zhongqi       | China      | 35,33  | 4    | 35,43  | 4    | 70.76  | +0.76       |
| 5      | Mo Tae-bum          | Zuid-Korea | 35,51  | 5    | 35,46  | 5    | 70.97  | +0.97       |
| 6      | Wang Nan            | China      | 36,06  | 7    | 35,61  | 6    | 71.67  | +1.67       |

### 1500 meter
| Plaats | Atleet         | Land       | Tijd    | Achterstand |
| ------ | -------------- | ---------- | ------- | ----------- |
| Goud   | Denis Koezin   | Kazachstan | 1.47,37 |             |
| Zilver | Mo Tae-bum     | Zuid-Korea | 1.47,71 | +0,34       |
| Brons  | Lee Kyou-hyuk  | Zuid-Korea | 1.48,66 | +1,29       |
| 4      | Gao Xuefeng    | China      | 1.48,86 | +1,49       |
| 5      | Aleksej Zjigin | Kazachstan | 1.49,09 | +1,72       |
| 6      | Sun Longjiang  | China      | 1.50,35 | +2,98       |

### 5000 meter
| Plaats | Atleet          | Land       | Tijd    | Achterstand |
| ------ | --------------- | ---------- | ------- | ----------- |
| Goud   | Lee Seung-hoon  | Zuid-Korea | 6.25,56 |             |
| Zilver | Dmitri Babenko  | Kazachstan | 6.28,40 | +2,84       |
| Brons  | Hiroki Hirako   | Japan      | 6.33,66 | +8,10       |
| 4      | Artjom Beloesov | Kazachstan | 6.35,35 | +9,79       |
| 5      | Ko Byeong-wook  | Zuid-Korea | 6.36,71 | +11,15      |
| 6      | Sun Longjiang   | China      | 6.41,70 | +16,14      |

### 10.000 meter
| Plaats | Atleet          | Land       | Tijd     | Achterstand |
| ------ | --------------- | ---------- | -------- | ----------- |
| Goud   | Lee Seung-hoon  | Zuid-Korea | 13.09,74 |             |
| Zilver | Dmitri Babenko  | Kazachstan | 13.30,27 | +20,53      |
| Brons  | Hiroki Hirako   | Japan      | 13.34,97 | +25,23      |
| 4      | Ko Byeong-wook  | Zuid-Korea | 13.39,42 | +29,68      |
| 5      | Artjom Beloesov | Kazachstan | 13.50,86 | +41,12      |
| 6      | Teppei Mori     | Japan      | 13.52,56 | +42,82      |

### Ploegenachtervolging
| Plaats | Land       | Atleten                                       | Tijd    | Achterstand |
| ------ | ---------- | --------------------------------------------- | ------- | ----------- |
| Goud   | Japan      | Hiroki Hirako Teppei Mori Shota Nakamura      | 3.49,18 |             |
| Zilver | Zuid-Korea | Lee Kyou-hyuk Lee Seung-hoon Mo Tae-bum       | 3.49,21 | +0,03       |
| Brons  | Kazachstan | Dmitri Babenko Artjom Beloesov Aleksej Zjigin | 3.49,56 | +0,38       |
| 4      | China      | Cheng Yue Gao Xuefeng Sun Longjiang           | 3.51,13 | +1,95       |

### Massastart(35 ronden)
| Plaats | Atleet         | Land       | Tijd     | Achterstand |
| ------ | -------------- | ---------- | -------- | ----------- |
| Goud   | Lee Seung-hoon | Zuid-Korea | 20.18,09 |             |
| Zilver | Hiroki Hirako  | Japan      | 20.21,45 | +3,36       |
| Brons  | Dmitri Babenko | Kazachstan | 20.21,48 | +3,39       |
| 4      | Teppei Mori    | Japan      | 20.21,72 | +3,63       |
| 5      | Aleksej Zjigin | Kazachstan | 20.21,83 | +3,74       |
| 6      | Song Xingyu    | China      | 20.22,07 | +3,98       |

## Vrouwen

### 500 meter
| Plaats | Atleet            | Land       | Race 1 | Rang | Race 2 | Rang | Totaal | Achterstand |
| ------ | ----------------- | ---------- | ------ | ---- | ------ | ---- | ------ | ----------- |
| Goud   | Yu Jing           | China      | 37,85  | 1    | 38,23  | 2    | 76.08  |             |
| Zilver | Wang Beixing      | China      | 38,30  | 2    | 38,22  | 1    | 76.52  | +0.44       |
| Brons  | Lee Sang-hwa      | Zuid-Korea | 38,31  | 3    | 38,26  | 3    | 76.57  | +0.49       |
| 4      | Maki Tsuji        | Japan      | 38,77  | 5    | 38,50  | 4    | 77.27  | +1.19       |
| 5      | Nao Kodaira       | Japan      | 38,72  | 4    | 39,00  | 6    | 77.72  | +1.64       |
| 6      | Jekaterina Ajdova | Kazachstan | 38,94  | 6    | 38,84  | 5    | 77.78  | +1.70       |

### 1500 meter
| Plaats | Atleet            | Land       | Tijd    | Achterstand |
| ------ | ----------------- | ---------- | ------- | ----------- |
| Goud   | Wang Fei          | China      | 1.58,37 |             |
| Zilver | Noh Seon-yeong    | Zuid-Korea | 1.59,27 | +0,90       |
| Brons  | Nao Kodaira       | Japan      | 2.01,07 | +2,70       |
| 4      | Jekaterina Ajdova | Kazachstan | 2.01,10 | +2,73       |
| 5      | Miho Takagi       | Japan      | 2.01,83 | +3,46       |
| 6      | Ji Jia            | China      | 2.01,85 | +3,48       |

### 3000 meter
| Plaats | Atleet        | Land       | Tijd    | Achterstand |
| ------ | ------------- | ---------- | ------- | ----------- |
| Goud   | Masako Hozumi | Japan      | 4.07,82 |             |
| Zilver | Kim Bo-reum   | Zuid-Korea | 4.10,54 | +2,72       |
| Brons  | Wang Fei      | China      | 4.10,77 | +2,95       |
| 4      | Eriko Ishino  | Japan      | 4.13,65 | +5,83       |
| 5      | Park Do-yeong | Zuid-Korea | 4.21,30 | +13,48      |
| 6      | Ji Jia        | China      | 4.21,32 | +13,50      |

### 5000 meter
| Plaats | Atleet        | Land       | Tijd    | Achterstand |
| ------ | ------------- | ---------- | ------- | ----------- |
| Goud   | Masako Hozumi | Japan      | 7.09,23 |             |
| Zilver | Park Do-yeong | Zuid-Korea | 7.15,63 | +6,40       |
| Brons  | Eriko Ishino  | Japan      | 7.16,64 | +7,41       |
| 4      | Kim Bo-reum   | Zuid-Korea | 7.22,92 | +13,69      |
| 5      | Chang Chao    | China      | 7.30,35 | +21,12      |
| 6      | Wang Jianlu   | China      | 8.02,61 | +53,38      |

### Ploegenachtervolging
| Plaats | Land       | Atleten                                        | Tijd    | Achterstand |
| ------ | ---------- | ---------------------------------------------- | ------- | ----------- |
| Goud   | Zuid-Korea | Lee Ju-youn Noh Seon-yeong Park Do-yeong       | 3.04,35 |             |
| Zilver | China      | Fu Chunyan Ji Jia Wang Fei                     | 3.05,93 | +1,58       |
| Brons  | Japan      | Eriko Ishino Shiho Ishizawa Miho Takagi        | 3.07,84 | +3,49       |
| 4      | Kazachstan | Jekaterina Ajdova Tatjana Sokirko Olga Zjigina | 3.17,62 | +13,27      |

### Massastart(25 ronden)
| Plaats | Atleet         | Land       | Tijd     | Achterstand |
| ------ | -------------- | ---------- | -------- | ----------- |
| Goud   | Noh Seon-yeong | Zuid-Korea | 18.07,05 |             |
| Zilver | Masako Hozumi  | Japan      | 18.07,35 | +0,30       |
| Brons  | Lee Ju-youn    | Zuid-Korea | 18.07,37 | +0,32       |
| 4      | Park Do-yeong  | Zuid-Korea | 18.07,39 | +0,34       |
| 5      | Shiho Ishizawa | Japan      | 18.07,99 | +0,94       |
| 6      | Fu Chunyan     | China      | 18.08,09 | +1,04       |